# 乌洛夫斯特伦市镇
56°16′N 14°32′E / 56.267°N 14.533°E
乌洛夫斯特伦市镇（瑞典語：Olofströms kommun）是瑞典南部布莱金厄省的一个市镇。其治所位于乌洛夫斯特伦。